# Drake London
Drake London (Moorpark, California, 24 de julio de 2001) es un jugador profesional estadounidense de fútbol americano, se desempeña en la posición de wide receiver en Atlanta Falcons, en la National Football League (NFL).

## Carrera
Fue seleccionado en la Reunión Anual de Selección de Jugadores de la NFL de 2022. Hizo su debut profesional con el equipo Atlanta Falcons, lleva jugando dos temporadas.